# Erin O’Shea

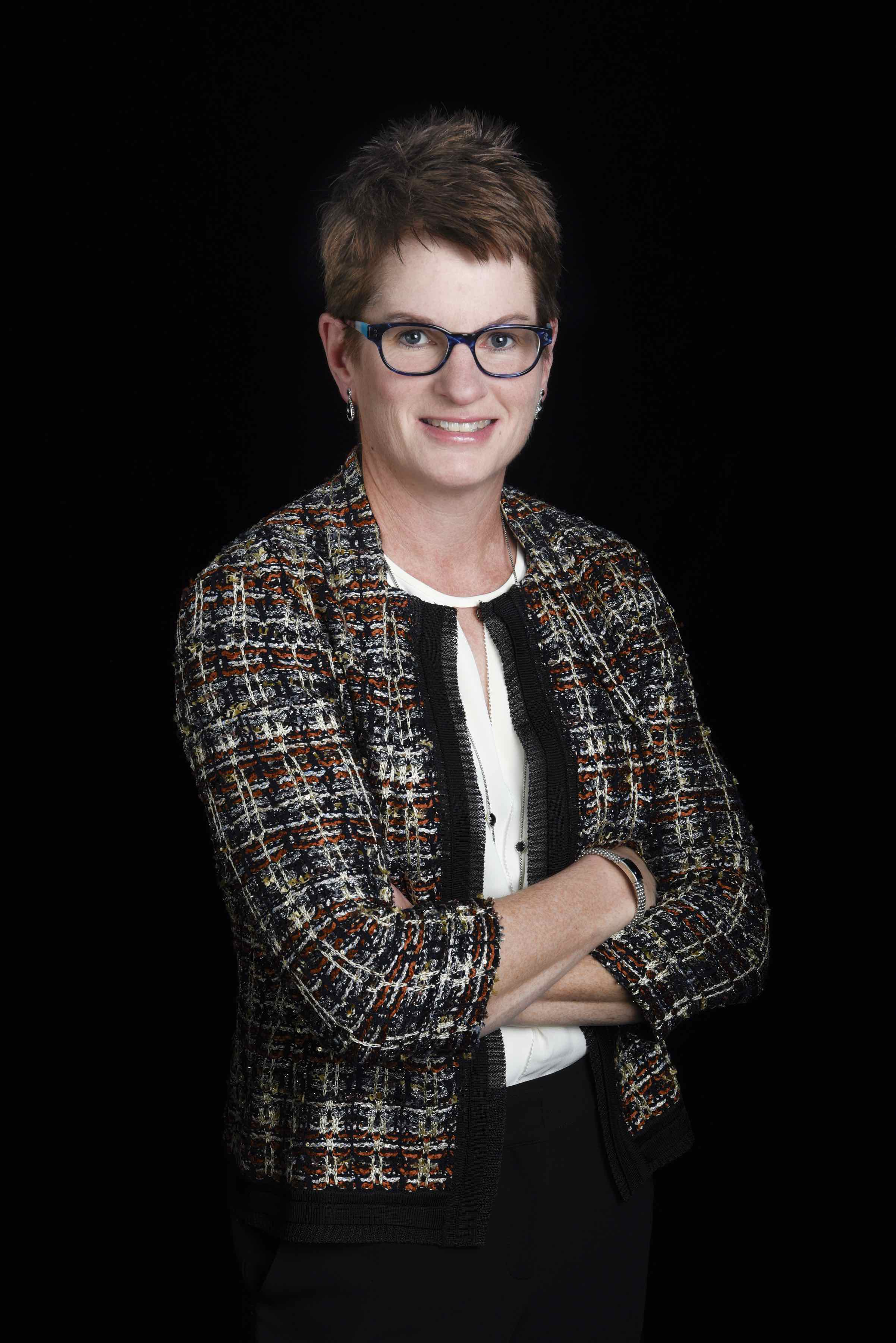
Erin O’Shea, 2016

Erin K. O’Shea (* 1965 in Leroy, New York, Vereinigte Staaten) ist eine US-amerikanische Biochemikerin und Hochschullehrerin. Sie ist Paul-C.-Mangelsdorf-Professorin für Molekular- und Zellbiologie und Professorin für Chemie und Zellbiologie an der Harvard University. 2013 wurde sie Vizepräsidentin und wissenschaftliche Leiterin des Howard Hughes Medical Institute (HHMI). Im September 2016 übernahm sie als erste Frau die HHMI-Präsidentschaft.

## Leben und Werk
O’Shea war eines von fünf Kindern und wuchs in Leroy auf. Sie erhielt 1988 ihren Abschluss in Chemie am Smith College und promovierte 1992 im Alter von 26 Jahren in Chemie bei Peter S. Kim am Massachusetts Institute of Technology in zweieinhalb Jahren. Sie leistete einen Beitrag zur Aufklärung der Struktur der BZIP-Domäne, eine Proteindomäne, die sich in vielen eukaryotischen DNA-Bindeproteinen befindet und der Dimerisierung von Proteinen dient.
Nach ihrer Abschlussarbeit wechselte O’Shea in die Biowissenschaften und führte Forschungen durch, um die Rolle von Transkriptionsfaktornetzwerken bei der Regulation der Genexpression, die Mechanismen der circadianen Uhr von Cyanobakterien und die Rolle von Rauschen bei der differenziellen Genexpression zu entschlüsseln. Sie zeigte, wie die spezifische Phosphorylierung eines Transkriptionsfaktors seine Lokalisierung und regulatorische Aktivität bestimmt und das Inositpolyphosphat bei der Chromatin-Remodellierung eine Rolle spielt.
Als Postdoktorandin forschte sie von 1992 bis 1993 bei Robert Tjian an der University of California, Berkeley und bei Ira Herskowitz an der University of California, San Francisco (UCSF). Anschließend wurde sie Assistenzprofessorin an der University of California, San Francisco. Sie ist seit 2000 HHMI-Forscherin. 2005 wurde sie an der Harvard University als Direktorin des (FAS) Center for Systems Biology und als Professorin für Molekular- und Zellbiologie sowie Chemie und Chemische Biologie eingestellt. 2012 wurde sie zur neuen Vizepräsidentin und Chief Scientific Officer des HHMI gewählt, die das HHMI Investigator Program leitet und 2016 übernahm sie das Amt der HHMI-Präsidentin.

## Proteomik
Als sie zur Hughes-Forscherin ernannt wurde, beschloss O’Shea zusammen mit ihrem Kollegen Jonathan Weissman sich mit der Proteomik auseinanderzusetzen und den Ort und die Häufigkeit aller 6200 Proteine zu bestimmen, die vom Hefegenom kodiert werden. Sie und Weissman legten zwei Sammlungen von Hefestämmen mit jeweils 6200 Mitgliedern an, ein Stamm für jedes Gen. Sie markierten die Gene mit einem Protein-Tag (Green-fluorescent-protein) und analysierten die Position jedes der Proteinprodukte innerhalb der Hefezelle. In einem ähnlichen Experiment markierten sie jedes Gen mit einem Tandem-Affinity-Purification-Tag, um die Häufigkeit jedes Proteins zu messen. Gemeinsam katalogisierten O’Shea und Weissman den Ort und die Menge von ungefähr 75 % der vom Hefegenom kodierten Proteine.
Das Labor von O’Shea befindet sich jetzt auf dem Janelia Research Campus des HHMI in Ashburn (Virginia). Die Forschung konzentriert sich dort auf die Untersuchung der Wechselwirkungen zwischen Neuronen und Gliazellen in der normalen Physiologie und bei Krankheiten.
O’Shea ist im Vorstand von Rescuing Biomedical Research und im wissenschaftlichen Beirat des Francis Crick Institute. Seit 2017 hat das Magazin Washingtonian sie zweimal zu einer der mächtigsten Frauen in Washington gekürt.

## Mitgliedschaften
- 2004: National Academy of Sciences
- 2004: American Academy of Arts and Sciences[1]
- 2023: European Molecular Biology Organization
- American Academy of Microbiology[8]

## Auszeichnungen und Ehrungen
- 1994: Fellow der Packard Foundation[9]
- 2001: NAS Award in Molecular Biology[10]